# Ulf Palmenfelt
Ulf Alrik Palmenfelt, född 6 juni 1947 i Visby, är en svensk professor emeritus vid Uppsala universitet, Institutionen för kulturantropologi och etnologi. Han är knuten till Campus Gotland i Visby.

## Biografi
Ulf Palmenfelt är född och uppvuxen i Visby. Föräldrarna var icke-akademiker. Som barn lyssnade han ofta på mamma och morföräldrar när de berättade historier för honom. Denna uppväxtmiljö präglade honom påtagligt, menar han. Han blev tidigt medveten om skillnaden mellan småstadslivet i Visby och den stora världen. Som barn och ung läste han mycket om andra länder, indianböcker, Gorkij och de andra ryska berättarna och sedan den nya franska romanen. Som DX-are lyssnade han på radiosändningar från hela världen. När han var tjugo år reste han utomlands första gången, en charterresa till Indien.
Studier vid Stockholms universitet ledde till en filosofie kandidatexamen med betyg i engelska, socialantropologi och folklivsforskning. Med Bengt af Klintberg som lärare hade hans intresse för folkligt berättande väckts. Detta, folkloristiken, blev senare Ulf Palmenfelts forskningsområde. Efter examen arbetade han en tid som arbetsförmedlare. Som sådan fick han kontakt med en fri teatergrupp, Gotlands teater, som sökte arbetslöshetsunderstöd. Det slutade med att gruppen anställde honom som producent. Han började då också att systematiskt samla in folksägner på Gotland. Resultatet blev böckerna Di sma undar jårdi (1978) och Gotländska folksägner (1979). 
Ulf Palmenfelt arrangerade studiecirklar om folksägner, medverkade i tidningar och lokalradio och föreläste på bibliotek. Han blev efterfrågad också på fastlandet. I sjutton år, fram till 1991, försörjde han sig och sin familj som frilansande föreläsare och berättare i skolor, bibliotek och hembygdsgårdar. Samtidigt började han arbeta på en doktorsavhandling. Han disputerade vid Stockholms universitet 1994 med en avhandling om Per Arvid Säve, gotländsk sagoinsamlare på 1800-talet. Som nybliven filosofie doktor arbetade han ett år vid Nordiska institutet för folkdiktning i Åbo och tre år på Bergens universitet. Från 1999 har han varit knuten till Högskolan på Gotland (senare omvandlad till Uppsala universitet, Campus Gotland), först som lektor och sedan som professor.

## Författarskap
Som folklorist har Ulf Palmenfelt intresserat sig inte bara för vad människor berättar utan också hur det sker, hur berättelserna är uppbyggda och vilken betydelse berättandet har för berättaren och för lokalsamhället. Han har publicerat en stor mängd böcker och artiklar. Vissa verk riktar sig till en fackpublik, men många böcker har den breda allmänheten som målgrupp, både barn och vuxna. Hans samlingar av nutida folkliga berättelser har blivit populära och utkommit i flera upplagor och även översatts till andra språk: Bellmanhistorier, gåtor, fräckisar, skräckberättelser, skrönor och annat. Dessutom har Palmenfelt skrivit film- och teatermanus. Föreställningen Samma smak, som han skrev manus till, spelades under tjugo år mer än 300 gånger, ett av de mest spelade teaterstyckena någonsin på Gotland.